# Dawka na całe ciało
Dawka na całe ciało – dawka promieniowania jonizującego jaką pochłonie osobnik w przypadku równomiernej ekspozycji całego ciała. Dawka na całe ciało stanowi szczególne zainteresowanie dozymetrii i ochrony radiologicznej z uwagi na stwarzane zagrożenie, groźniejsze niż przy ekspozycji punktowej i czy ograniczonej do konkretnych narządów.